# 高永喜

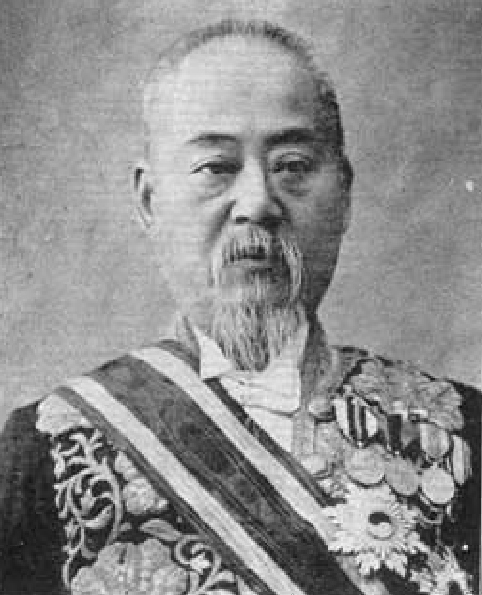
高永喜

高永喜（：／ Go Yeong-hui，1849年12月16日—1916年1月25日），字子中，本贯济州高氏，是朝鲜王朝和大韩帝国的一位政治家。他被今日的韩国人认为是一个亲日派人物，为庚戌国贼和丁未七贼之一。
1876年《江华岛条约》签订之后，高永喜随朝鲜使团出使日本，考察明治维新之后的变化，成为开化党的一员。1882年参加仁川租界的划定，担任参议交涉通商事务、参议内务府事等职。1884年，甲申政变以后，历任杆城、朔寧、高陽等郡的郡守，后辞职。甲午改革之际，担任内部参议、学务衙门参议、农商衙门协办等职。1895年，被大韩帝国任命为驻日特命全权公使。
1907年，成为李完用内阁的度支部大臣。伊藤博文借海牙密使事件胁迫朝鲜高宗退位之际，他曾与其他六位内阁大臣一起签署第三次日韩协约。此后历任法部大臣、内部大臣临时署理、度支部大臣等职。1910年，参与签署日韩合并条约，后来被日本列为朝鲜贵族，封子爵，担任朝鲜总督府中枢院顾问。
高永喜被今日的韩国政府列为亲日反民族行为者之一。